# Nematopodius philippinensis
Nematopodius philippinensis là một loài tò vò trong họ Ichneumonidae.